# Achí
Die Achi oder Achí sind eine Maya-Ethnie, die in Guatemala im Departamento Baja Verapaz in den Municipios Cubulco, Rabinal, San Miguel, Salamá, San Jerónimo, Purulhá sowie in Teilen von Granados und El Chol beheimatet sind.

## Geschichte
Zum Siedlungsgebiet der Achi's gehörten die Ufer des Río Chixoy. In diesem Gebiet wurde in den 1980er Jahren ein Stausee errichtet, wobei die Achí vertrieben bzw. in so genannte „Modelldörfer“ umgesiedelt wurden, die unter Aufsicht des Militärs standen. Im Guatemaltekischen Bürgerkrieg ermordeten Regierungstruppen zahlreiche Achí. Diese wurden der Zusammenarbeit mit der Guerilla verdächtigt und hatten sich teilweise gewaltsam gegen die Vertreibung aus dem Stausee-Gebiet gewehrt. Am 13. März 1982 wurden in einem Massaker am Río Negro 177 Frauen und Kinder ermordet.

## Sprache
Die Achí-Sprache ist eng mit der Quiché-Sprache verwandt.

## Anzahl
Bei der Volkszählung von 2002 in Guatemala bezeichneten sich 105.992 Personen (0,9 %) als Achi.

## Traditionen
Mythen der Achí sind in dem Dokument Rab'inal Achí („Der Achí-Krieger“, auch Xajooj Tun, „Trommeltanz“ genannt) überliefert, das 1862 von Charles Étienne Brasseur de Bourbourg in Paris veröffentlicht wurde.